# Bled Number One
Bled Number One és una pel·lícula francesa-algeriana dirigida per Rabah Ameur-Zaïmeche, estrenada el 2006.

## Argument
Bled Number One narra la història de diverses persones a través dels ulls de Kamel, expulsat de França, que torna al seu poble original, Loulouj a Algèria. Troba, no sense desencant, una societat masculina on les dones mengen separades dels homes. 

Hi ha Louisa per qui sentim que té una certa atracció. Torna amb els seus pares perquè és maltractada pel seu marit. Torna a la seva família amb el seu fill. Aleshores s'enfronta a la desaprovació de la seva pròpia família. És mal rebuda per la seva mare que pensa més en el deshonor que li causarà la seva filla que en el que sent.
Bouzid, el germà de Louisa, és atacat mentre està begut per fanàtics que consideren que la seva actitud és indigna de l'islam i que amenacen amb tallar-li la gola.
Aquest grup de joves, anomenats els “desesperats” als crèdits, sembra el terror atacant també als jugadors de dòmino i a tots aquells que no respecten les lleis de la religió. El marit de Louisa, un jove polític, torna a buscar-la i la llença del cotxe després de sortir del poble. Torna sola a casa, deshonrada, i el seu germà li fa sentir: la pega.
Louisa és infeliç, se sent abandonada i sola. Ella vol que el seu fill i canta per alleujar el seu dolor. La seva sogra la renega. Intenta suïcidar-se i es troba en un asil psiquiàtric on finalment pot cantar, envoltada de dones com ella: sola, deshonrada però unida.
L'ambient és sufocant per a Kamel que, tanmateix, intenta adaptar-se a aquest entorn. Però al final, podem entendre que intentarà marxar per Tunísia. Vol fugir d'aquest país on se sent estranger, d'aquest país que ara troba hostil i violent.

## Repartiment
- Meryem Serbah : Louisa
- Rabah Ameur-Zaïmeche : Kamel
- Abel Jafri : Bouzid
- Meriem Ameur-Zaïmeche: La mare
- Larkdari Ameur-Zaïmeche: El pare
- Soheb Ameur-Zaïmeche: fill de Louisa
- Farida Ouchani: Loubna
- Ramzy Bedia: el marit de Louisa
- Abdel Rachid Ameur-Zaïmeche: Un patriota
- Benjala Ameur-Zaïmeche: patriota
- Cherif Ameur-Zaïmeche: Un patriota
- Faudel Ameur-Zaïmeche: Un patriota
- Mouloud Ameur-Zaïmeche: Un patriota
- Rachid Ameur-Zaïmeche: Un patriota
- Razak Ameur-Zaïmeche: Un patriota

## Honors
- 59è Festival Internacional de Cinema de Canes: Premi Joventut (selecció Un certain regard).[2]